# 아이온크래드
《아이온크래드》(영어: Ironclad)는 2011년에 공개된 영국의 액션 모험 전쟁 영화이다.
2014년 속편 《아이온크래드2: 피의 전투》(Ironclad: Battle for Blood)가 개봉하였다.

## 출연
- 제임스 퓨어포이 - 마셜 역
- 브라이언 콕스 - 올버니 역
- 데릭 재커비 - 콘힐 역
- 케이트 메라 - 이저벨 역
- 폴 지어마티 - 존 왕 역
- 제이슨 플레밍 - 베킷 역
- 어나이린 바너드 - 가이 역
- 매켄지 크룩 - 마크스 역
- 블라디미르 쿨리흐 - 티베리우스 역
- 찰스 댄스 - 스티븐 랭턴 역
- 리스 패리 존스 - 울프스턴 역
- 브리 콘던 - 애그니스 역
- 대니얼 오마라 - 핍스 역
- 데이비드 멜빌 - 다니 남작 역

## 기타 제작진
- 라인 제작: 앤드루 워런
- 협력 제작: 브라이언 브라이틀리
- 배역: 켈리 밸런타인 헨드리, 로빈 오언
- 미술: 조지프 C. 네멕 3세
- 세트: 피터 월폴
- 의상: 베어트릭스 어루너 퍼스토르